# Stina Lennartsson
Stina Lennartsson (4 de abril de 1997) é uma futebolista sueca, que atua como defesa.
Atualmente (2024), joga pelo Hammarby Fotboll (dam), clube sediado na cidade de Estocolmo na Suécia.
Integra a Seleção Sueca de Futebol Feminino desde 2022. 

## Carreira
Stina Lennartsson integrou a  Seleção Sueca de Futebol Feminino na Copa do Mundo de Futebol Feminino de 2023, tendo a Suécia ficado em 3.º lugar, e conquistado a medalha de bronze.

## Clubes
Jogou por vários clubes: 
- Växjö DFF (2014-2021)
- Linköpings FC (2022-2023)
- Hammarby Fotboll (dam) (2024-)

## Títulos
- Copa do Mundo de Futebol Feminino -  2023